# EBASEBALLパワフルプロ野球2020
『eBASEBALLパワフルプロ野球2020』（イーベースボール パワフルプロやきゅう2020）は、2020年7月9日にコナミデジタルエンタテインメントから発売されたゲームソフト。野球ゲーム。略称は『パワプロ2020』。キャッチコピーは「パワプロで目指せ世界一!」。本作からこれまでタイトルに付けられていた『実況』に代わり、コナミの野球タイトルによるeスポーツ『eBASEBALL』を冠したタイトルとなっている。

## 概要
Nintendo Switch版は『実況パワフルプロ野球』（以下Switch1作目）以来1年ぶり、PlayStation 4版は『実況パワフルプロ野球2018』以来2年ぶりとなる。任天堂ハード向けとしては2008年発売のWii版『実況パワフルプロ野球15』以来12年振りのナンバリング作品となり、任天堂ハードのメインのナンバリング作品にタイトルに年号が付くゲームは『実況パワフルプロ野球'94』以来である。
PS4・Switchの間でのセーブデータ共有と通信対戦には対応していないが、LIVEパワプロ経由での別ハードのオリジナル選手を移動することができ、Switch版ではSwitch1作目、PS4版では『パワプロ2018』と『サクセススペシャル』のオリジナル選手を引き継ぐことが可能になった。また、Switch版のオリジナル選手が『パワプロクンポケットR』への移動することが可能になった。
タイトル発表時点で開催予定だった東京2020オリンピックがプレー可能であり、多くのモードで日本代表、オリンピックに関わる要素が取り入れられている。また侍ジャパンの公式ライセンスを得ているため、東京2020オリンピック関連試合に限り侍ジャパンのユニフォームも再現されている。さらに2021年度版では中華職業棒球大聯盟（CPBL）からの公式ライセンスを得ているため、一部のCPBL選手とチャイニーズタイペイ代表のユニフォームも収録された（後述）。
パッケージはギリシャ風の球場の中、パワプロシリーズの代表的な赤白ユニフォームと侍ジャパンのユニフォームを着た2人のパワプロくんに背中合わせで立つ構図となっている。
「サクサクセス」「パワフェス」「LIVEシナリオ」「栄冠ナイン」「応援曲作成」がNintendo Switch版のパワプロではで初めてプレー可能となった。
PS4版では初めて最大4人まで（オフライン）の協力・対戦プレーに対応している。
また、2021年度のデータへの無料アップデートが2021年4月8日に実施された（2021年度のデータへの更新はソフト発売の時点で決まっていた）。ただし、2021年シーズンより適用されているナゴヤドームのネーミングライツ(バンテリンドームナゴヤ)については、反映されておらず、2021年度版でもアナウンス並びにテロップ表記は「ナゴヤドーム」のままとなっている。

## 前作からの変更点・追加点
選手
- 登録名が10文字まで入力出来るようになった（埼玉西武ライオンズのコーリー・スパンジェンバーグの登録名に対応するための変更）。
- これまでは超特殊能力の保有者はOBと架空選手限定であったが、本作から通算記録保持者など、特に実績がある現役選手も所有するようになった[4][5]。
- 新たな変化球として「シンキングツーシーム」（シュート系）、「パワーカーブ」（カーブ系）が追加。また、「ツーシーム」の名称が「ツーシームファスト」に変更となった。
- ナショナルチームなど本作の一部新要素の実装に伴い、外国人選手に出身国のデータを追加。併せて日本人選手には出身都道府県が可視化（前作までは隠しパラメータ扱い）。
  - ただし、出身国は下記のオリンピックモードおよびいままでのペナント・マイライフで登場されたナショナルチームと一致した国籍のみ。チアゴ・ビエイラ（ブラジル出身）など一部、対応したナショナルチームが存在しない国に出身した外国人選手の国籍が｢その他｣になっている。
  - サクセスキャラの国籍がストーリー内の設定の有無に関わらず、｢その他｣になっている。
- 試合中のモーションと新規フォームの追加。
- これまでは投手専用だったペナント系特殊能力「回復」が投手・野手共通の特殊能力になった。また、ペナントモードでの怪我の回復の早さに影響するようになった。

試合・ルール
- カーブやチェンジアップなど、遅い球種の球威が若干向上され打球が飛びにくくなった。
- 失投の場合の球種表記は「投げた球種」から「失投(投げた球種)」に変更。
- 2019年からの1軍登録人数上限変更に対応（投手1名～15名、野手9名～18名、合計29名まで）。
- オープナーとショートスターターの起用法が設定できるようになった。
- 2021年モードでは、延長戦がなし～15回までで設定可能になった。マイライフやペナントでは、途中で変更可能。

ナショナルチーム・オリンピック関連
- 従来のパワプロシリーズでは、実在球場を収録する際は原則として発売年の前年のシーズン（今作の場合は2019年シーズン）の球場（および球場内広告）が再現されているが、今作では東京オリンピック野球競技のメインスタジアムである横浜スタジアムの球場構造のみ、2020年シーズン準拠の仕様となっている[6]。
- これまでのペナント・マイライフなど、通常試合では使用できないナショナルチームがアレンジチームとして使用可能になった。
  - 使用可能モードは対戦・大会・チャンピオンシップ・オリンピックの4つ。ただしオリンピックモードはこれまでのペナント・マイライフ同様、操作可能チームは日本代表で固定されている。
  - また、日本代表、チャイニーズタイペイ代表（2021年度版のみ）以外の各ナショナルチームの実際のユニフォーム・代表選手を再現している訳ではなく、過去のパワプロシリーズ同様、架空のものである。LIVEシナリオにおいても、日本代表以外の代表チームメンバーは実際の出場メンバーではなく、デフォルト設定時の架空選手のままである[7]。なお、日本代表、チャイニーズタイペイ代表の実在ユニフォームは特定モードでのみ出現される(#代表選手参照)。
  - 国際オリンピック委員会(IOC)との契約許諾により、チャイニーズタイペイ代表のチャイニーズタイペイ旗はオリンピック時でのみ反映されている。

応援曲
- 応援曲作成で、掛け声に女声など種類が追加された。また、前作は1曲あたり最長30小節だったものが、今作では56小節へ延長。小節単位のコピー＆ペースト機能が追加。曲のタイトルに漢字が使えるようになった。
- 選手毎の応援曲設定が従来からの「通常演奏」に加え、チャンス時に演奏される[8]「優先演奏」との2種類になった。これにより「選手固有のチャンステーマ」が設定できるようになった。
- パスワードの入力が廃止。
  - 2014年-2015年のパワプロ・プロスピ作品で作成した応援曲をPS4版に引き継ぎたい場合、2016-2019年のパワプロ・プロスピ作品（PS4版のみ）を経由して画像を書き出す必要がある。
  - Switch版で作成した応援曲の移動はローカル通信のみに対応。

その他
- 『プロ野球スピリッツA』で実装されていた、下記の3つの実在球場が追加された。
  - 福島県営あづま球場
  - 岡山県倉敷スポーツ公園野球場（倉敷マスカットスタジアム）
  - 松山中央公園野球場（松山坊っちゃんスタジアム）
- ホームランアタックがPS®VRに対応。

## ゲームモード
サクセスモード、パワフェスモードについては後述。前作から追加、変更された内容を中心に記載する。

### サクセス
- これまで、試合かランダムイベントでのみしか取得できなかったマイナス特殊能力を「読書」で習得出来るようになった。これにより、実在選手の再現など欠点がある選手が作成しやすくなった。
- 前作まで存在したパワマップが廃止。
- サクサクセスでマップ6が実装。

### パワフェス
- 2回目のプレイ以降、一度仲間にした選手から1人を選択し、初期助っ人メンバー候補に必ず登場させることができる（選択することができない選手も存在する）。
- 味方のモブ選手の能力が勝利するたびに強化されるようになった。
- サクセス関連モードでは初めて4人までの協力プレーに対応。

### ペナント
- シーズン終了後にチームの変更が出来るようになった（最大プレイ年数は30年のままであり、チームの変更をしても最大プレイ年数はリセットされない）。
- これまでキャンプでのみ可能だった球種取得やポジションコンバートが（二軍選手のみ）シーズン中でも可能になった。
- スペシャルデーを設定する事ができるようになった。
  - スペシャルデーは自分が操作するチームのみ対応。
  - 「引退試合」は「現役10年以上」「銅以上の殿堂入り」「タイトル獲得」のいずれかの条件を満たした選手のみ行える。引退試合を行った選手は契約更改で引き止めることは出来ない。
  - 「こどもまつり」ではスコアボードの選手名が漢字表示からひらがな表示に変わる。
  - 「花火ナイト」は明治神宮野球場やZOZOマリンスタジアムなど、屋外球場を本拠地とする球団でのみ選択可能。
  - 「統一背番号」は永久欠番になった選手等の背番号をチームの選手全員が背負う。
  - 第1回・第4回・第5回アップデートでは特別ユニフォームが追加された。
- 実在選手限定ではあるが、初期アイテムに適正変更や変化球強化のアイテムやFA宣言をブロックするアイテムが追加された。

### マイライフ
- 特殊能力の取得方法が、これまでの「本を一定回数読んで習得する」から「特殊能力ファイルを獲得して条件を満たす」に変更された。これに伴い、本作では読書による特殊能力の習得はCOM専用特殊能力（緑特能）習得やマイナス特殊能力（赤特能）の削除に限られている。特殊能力本自体はプレゼント用として残っており、他の選手に贈るとその選手が特殊能力を習得することがある。
- 彼女候補が一新（マイライフ専用彼女が3人、サクセスから引継可能な彼女が4人）。加えて「彼女ファイル」が新たに登場し、進展がより分かりやすくなった。
- これまで「隠しパラメータ」として登場していた「成長タイプ」「体質」が可視化。これまで通りアイテムによって変化させることも可能だが、必要なアイテムやその入手方法が変更になっている。
- 趣味系の大会に「殿堂入り」というプレイ制限が追加され、3回優勝すると該当大会に出られなくなる。これにより「趣味系の大会で賞金を稼ぐ」というプレイが出来なくなった。

### 栄冠ナイン
- 有望な中学生の選手をスカウトすることが可能になった。都道府県ごとにスカウトに行くことができる範囲が異なる(評判が強豪以下の場合。弱小とそこそこでは学校のある都道府県のみ、中堅では学校のある地方、強豪では学校のある地方と隣接する地方、名門は範囲に制限がない)ため、所属都道府県の設定は以前の栄冠ナインより重要になっている。
- 転生プロ・転生OBの入学は従来の作品同様、スカウトではなくランダムで入学してくる（高校の所属都道府県と転生選手の出身都道府県が一致していると入学確率が上がるのはこれまで通り）。
- U-18日本代表入りイベントと「戦術レベル6・7」が実装。(日本代表入りした場合、ランダムで特殊能力を取得したり能力が大幅に上がったりする。また、このイベントでは超特殊能力を取得することがある)(戦術レベル6・7はそれぞれの戦術に応じた特殊能力または一定以上の基本能力が必要)

### パワアリーナ
前作より登場したチャレンジを加えてランキングを競う大会が追加。この他、1週間毎に競技が変わるようになり、ランキングが高いほど強力なアイテムを多く入手することが出来るようになった。

### 大会
『実況パワフルプロ野球12』のチャンピオン大会モード以来のトーナメントモード。選択できるチームは8チームまで。

### 東京2020オリンピック
侍ジャパンを操作し、オリンピックの開催形式と同じルールで行われる対COM限定のもう1つのトーナメントモード。大会モードと異なり、操作可能チームは侍ジャパンで固定され、選択できる相手チームはナショナルチームのみとなっている（侍ジャパン含み参加ナショナルチームのアレンジチームも選択可能）。
単独モードの他、ペナント・マイライフモードの1年目の国際大会も「東京2020オリンピック」として開催され、条件を満たすとペナント・マイライフ内でプレイ可能。また、2021年度版では、東京2020オリンピック関連のLIVEシナリオもプレイ可能。

## 収録選手・開催日程について

### 選手
初期データにおける収録選手は、概ね2020年3月20日時点の新規入団・退団情報に基づく支配下登録全選手（育成枠で契約している選手を除く）とされ、それ以降に起きた以下の選手のトレード移籍、入退団および育成からの支配下登録は初期データでは反映されていない。

#### アップデートの実施状況
公式からの事前告知に明記されなかったものの、アップデート日以前に公示された選手の退団と契約変更が反映された例もある。
- 2020年7月9日（発売日当日）のアップデートで、4月24日までに公示された支配下登録選手3名が反映された。
- 2020年8月20日のアップデートで、7月1日までに公示された支配下登録選手3名と成立トレード1件、7月10日に公示された退団選手1名が反映された（退団選手は選手データの「フリー」枠に移動している。以下同様）。
- 2020年10月8日のアップデートで、8月1日までに公示された支配下登録選手4名（うち育成からの支配下登録選手3名）と成立トレード1件が反映された。また同時に、OB選手が9名追加された。
- 2020年11月26日のアップデートで、9月30日までに公示された支配下登録選手13名（うち育成からの支配下登録選手11名）と成立トレード4件が反映された。また同時に、2選手の打席位置・登録名変更も反映された。
- 2020年12月17日のアップデートで、10月12日に公示された退団選手1名が反映され、全選手の2020年シーズン終了時のデータが更新された。
- 2021年4月8日のアップデートで、2021年度版データを配信。1月31日時点の選手データが反映された[10]。
- 2021年5月20日のアップデートで、3月26日までに公示された支配下登録選手10名（うち育成からの支配下登録選手8名）と成立トレード2件が反映された。また同時に、一部選手のデータが更新された。
- 2021年7月28日のアップデートで、5月31日までに公示された支配下登録選手6名（うち育成からの支配下登録選手6名）と成立トレード1件、5月28日に公示された退団選手3名が反映された。
- 2021年10月28日のアップデートで、8月31日までに公示された支配下登録選手22名（うち育成からの支配下登録選手13名）と成立トレード6件、8月23日に公示された退団選手6名が反映された。
- 2021年12月23日のアップデートで、全選手の2021年シーズン終了時のデータが更新された。

#### トレードされた選手
| 移籍元球団                   | NPB公示日     | 選手名             | ⇒          | 移籍先球団                   | ゲームでの反映日 | 備考                 |
| 2020年度版                   | 2020年度版    | 2020年度版         | 2020年度版 | 2020年度版                   | 2020年度版       | 2020年度版           |
| ---------------------------- | ------------- | ------------------ | ---------- | ---------------------------- | ---------------- | -------------------- |
| 東北楽天ゴールデンイーグルス | 2020年6月25日 | ゼラス・ウィーラー | ⇒          | 読売ジャイアンツ             | 2020年8月20日    | 交換トレード         |
| 読売ジャイアンツ             | 2020年6月25日 | 池田駿             | ⇒          | 東北楽天ゴールデンイーグルス | 2020年8月20日    | 交換トレード         |
| 東北楽天ゴールデンイーグルス | 2020年7月15日 | 高梨雄平           | ⇒          | 読売ジャイアンツ             | 2020年10月8日    | 交換トレード         |
| 読売ジャイアンツ             | 2020年7月15日 | 高田萌生           | ⇒          | 東北楽天ゴールデンイーグルス | 2020年10月8日    | 交換トレード         |
| 阪神タイガース               | 2020年8月28日 | 飯田優也           | ⇒          | オリックス・バファローズ     | 2020年11月26日   | 交換トレード         |
| オリックス・バファローズ     | 2020年8月28日 | 小林慶祐           | ⇒          | 阪神タイガース               | 2020年11月26日   | 交換トレード         |
| 読売ジャイアンツ             | 2020年9月8日  | 澤村拓一           | ⇒          | 千葉ロッテマリーンズ         | 2020年11月26日   | 交換トレード         |
| 千葉ロッテマリーンズ         | 2020年9月8日  | 香月一也           | ⇒          | 読売ジャイアンツ             | 2020年11月26日   | 交換トレード         |
| 広島東洋カープ               | 2020年9月21日 | D.J.ジョンソン     | ⇒          | 東北楽天ゴールデンイーグルス | 2020年11月26日   | 金銭トレード         |
| 読売ジャイアンツ             | 2020年9月30日 | 田中貴也           | ⇒          | 東北楽天ゴールデンイーグルス | 2020年11月26日   | 金銭トレード         |
| 2021年度版                   |               |                    |            |                              |                  |                      |
| 読売ジャイアンツ             | 2021年3月1日  | 田口麗斗           | ⇒          | 東京ヤクルトスワローズ       | 2021年5月20日    | 交換トレード         |
| 東京ヤクルトスワローズ       | 2021年3月1日  | 廣岡大志           | ⇒          | 読売ジャイアンツ             | 2021年5月20日    | 交換トレード         |
| 北海道日本ハムファイターズ   | 2021年3月3日  | 横尾俊建           | ⇒          | 東北楽天ゴールデンイーグルス | 2021年5月20日    | 交換トレード         |
| 東北楽天ゴールデンイーグルス | 2021年3月3日  | 池田隆英           | ⇒          | 北海道日本ハムファイターズ   | 2021年5月20日    | 交換トレード         |
| 阪神タイガース               | 2021年4月20日 | 谷川昌希           | ⇒          | 北海道日本ハムファイターズ   | 2021年7月28日    | 金銭トレード         |
| 横浜DeNAベイスターズ         | 2021年6月14日 | 国吉佑樹           | ⇒          | 千葉ロッテマリーンズ         | 2021年10月28日   | 交換トレード         |
| 千葉ロッテマリーンズ         | 2021年6月14日 | 有吉優樹           | ⇒          | 横浜DeNAベイスターズ         | 2021年10月28日   | 交換トレード         |
| 中日ドラゴンズ               | 2021年6月16日 | 加藤匠馬           | ⇒          | 千葉ロッテマリーンズ         | 2021年10月28日   | 交換トレード         |
| 千葉ロッテマリーンズ         | 2021年6月16日 | 加藤翔平           | ⇒          | 中日ドラゴンズ               | 2021年10月28日   | 交換トレード         |
| 福岡ソフトバンクホークス     | 2021年7月5日  | 二保旭             | ⇒          | 阪神タイガース               | 2021年10月28日   | 交換トレード         |
| 阪神タイガース               | 2021年7月5日  | 中谷将大           | ⇒          | 福岡ソフトバンクホークス     | 2021年10月28日   | 交換トレード         |
| 読売ジャイアンツ             | 2021年7月5日  | 炭谷銀仁朗         | ⇒          | 東北楽天ゴールデンイーグルス | 2021年10月28日   | 金銭トレード         |
| 北海道日本ハムファイターズ   | 2021年8月12日 | 公文克彦           | ⇒          | 埼玉西武ライオンズ           | 2021年10月28日   | 交換トレード（2対2） |
| 北海道日本ハムファイターズ   | 2021年8月12日 | 平沼翔太           | ⇒          | 埼玉西武ライオンズ           | 2021年10月28日   | 交換トレード（2対2） |
| 埼玉西武ライオンズ           | 2021年8月12日 | 佐藤龍世           | ⇒          | 北海道日本ハムファイターズ   | 2021年10月28日   | 交換トレード（2対2） |
| 埼玉西武ライオンズ           | 2021年8月12日 | 木村文紀           | ⇒          | 北海道日本ハムファイターズ   | 2021年10月28日   | 交換トレード（2対2） |
| 北海道日本ハムファイターズ   | 2021年8月20日 | 中田翔             | ⇒          | 読売ジャイアンツ             | 2021年10月28日   | 無償トレード         |

#### 収録漏れ選手
特記がない場合、以下の選手は育成からの支配下登録選手契約を締結した選手である。
| NPB公示日     | 球団                         | 選手名                     | ゲームでの反映日 | 備考                                                                                      |
| 2020年度版    | 2020年度版                   | 2020年度版                 | 2020年度版       | 2020年度版                                                                                |
| ------------- | ---------------------------- | -------------------------- | ---------------- | ----------------------------------------------------------------------------------------- |
| 2020年3月26日 | 中日ドラゴンズ               | モイゼス・シエラ           | 2020年7月9日     |                                                                                           |
| 2020年3月31日 | 千葉ロッテマリーンズ         | ホセ・フローレス           | 2020年7月9日     |                                                                                           |
| 2020年3月31日 | 読売ジャイアンツ             | ナティーノ・ディプラン     | 2020年7月9日     |                                                                                           |
| 2020年6月1日  | 読売ジャイアンツ             | 沼田翔平                   | 2020年8月20日    |                                                                                           |
| 2020年6月1日  | 千葉ロッテマリーンズ         | 和田康士朗                 | 2020年8月20日    |                                                                                           |
| 2020年7月1日  | 中日ドラゴンズ               | アリエル・マルティネス     | 2020年8月20日    |                                                                                           |
| 2020年7月8日  | 北海道日本ハムファイターズ   | 髙濱祐仁                   | 2020年10月8日    |                                                                                           |
| 2020年7月8日  | 東京ヤクルトスワローズ       | 松本友                     | 2020年10月8日    |                                                                                           |
| 2020年7月26日 | 読売ジャイアンツ             | 田中豊樹                   | 2020年10月8日    |                                                                                           |
| 2020年7月30日 | 埼玉西武ライオンズ           | 多和田真三郎               | 2020年10月8日    | 契約保留からの支配下選手契約                                                              |
| 2020年8月3日  | 中日ドラゴンズ               | ヤリエル・ロドリゲス       | 2020年11月26日   | 2021年シーズンから「ジャリエル・ロドリゲス」に変更                                        |
| 2020年8月24日 | 千葉ロッテマリーンズ         | 大嶺祐太                   | 2020年11月26日   |                                                                                           |
| 2020年8月31日 | 福岡ソフトバンクホークス     | 渡邉雄大                   | 2020年11月26日   |                                                                                           |
| 2020年9月7日  | 東京ヤクルトスワローズ       | 歳内宏明                   | 2020年11月26日   | 四国アイランドリーグplus・香川オリーブガイナーズからNPB復帰                               |
| 2020年9月14日 | オリックス・バファローズ     | 大下誠一郎                 | 2020年11月26日   |                                                                                           |
| 2020年9月17日 | 読売ジャイアンツ             | エスタミー・ウレーニャ     | 2020年11月26日   |                                                                                           |
| 2020年9月21日 | 東北楽天ゴールデンイーグルス | 福山博之                   | 2020年11月26日   |                                                                                           |
| 2020年9月21日 | 千葉ロッテマリーンズ         | チェン・ウェイン           | 2020年11月26日   | NPB復帰                                                                                   |
| 2020年9月22日 | 北海道日本ハムファイターズ   | 樋口龍之介                 | 2020年11月26日   |                                                                                           |
| 2020年9月23日 | 中日ドラゴンズ               | 石田健人マルク             | 2020年11月26日   |                                                                                           |
| 2020年9月26日 | 広島東洋カープ               | 藤井黎來                   | 2020年11月26日   |                                                                                           |
| 2020年9月30日 | 阪神タイガース               | 横山雄哉                   | 2020年11月26日   |                                                                                           |
| 2020年9月30日 | 阪神タイガース               | 石井将希                   | 2020年11月26日   |                                                                                           |
| 2021年度版    |                              |                            |                  |                                                                                           |
| 2021年2月8日  | オリックス・バファローズ     | 平野佳寿                   | 2021年5月20日    | MLBシアトル・マリナーズからNPB復帰。反映前はOB（海外選手）として収録                      |
| 2021年2月16日 | 読売ジャイアンツ             | 八百板卓丸                 | 2021年5月20日    |                                                                                           |
| 2021年2月24日 | 東京ヤクルトスワローズ       | リック・バンデンハーク     | 2021年5月20日    | 福岡ソフトバンクホークスから自由契約。2021年9月29日に自由契約                             |
| 2021年3月4日  | 東北楽天ゴールデンイーグルス | 渡邊佑樹                   | 2021年5月20日    |                                                                                           |
| 2021年3月5日  | 読売ジャイアンツ             | 高木京介                   | 2021年5月20日    |                                                                                           |
| 2021年3月15日 | 東京ヤクルトスワローズ       | 近藤弘樹                   | 2021年5月20日    |                                                                                           |
| 2021年3月15日 | 千葉ロッテマリーンズ         | 本前郁也                   | 2021年5月20日    |                                                                                           |
| 2021年3月16日 | 北海道日本ハムファイターズ   | 長谷川凌汰                 | 2021年5月20日    |                                                                                           |
| 2021年3月23日 | 広島東洋カープ               | ロベルト・コルニエル       | 2021年5月20日    |                                                                                           |
| 2021年3月23日 | オリックス・バファローズ     | 佐野如一                   | 2021年5月20日    |                                                                                           |
| 2021年3月30日 | 中日ドラゴンズ               | 近藤廉                     | 2021年7月28日    |                                                                                           |
| 2021年4月19日 | 阪神タイガース               | 小野寺暖                   | 2021年7月28日    |                                                                                           |
| 2021年4月23日 | 横浜DeNAベイスターズ         | ケビン・シャッケルフォード | 2021年7月28日    |                                                                                           |
| 2021年5月13日 | 埼玉西武ライオンズ           | 水上由伸                   | 2021年7月28日    |                                                                                           |
| 2021年5月28日 | 福岡ソフトバンクホークス     | 大関友久                   | 2021年7月28日    |                                                                                           |
| 2021年5月31日 | 千葉ロッテマリーンズ         | 高濱卓也                   | 2021年7月28日    |                                                                                           |
| 2021年6月1日  | 中日ドラゴンズ               | 山下斐紹                   | 2021年10月28日   |                                                                                           |
| 2021年6月7日  | 読売ジャイアンツ             | 戸田懐生                   | 2021年10月28日   |                                                                                           |
| 2021年6月11日 | 読売ジャイアンツ             | 山口俊                     | 2021年10月28日   | マイナーリーグ・サクラメント・リバーキャッツからNPB復帰。反映前はOB（海外選手）として収録 |
| 2021年6月15日 | 横浜DeNAベイスターズ         | 田中健二朗                 | 2021年10月28日   |                                                                                           |
| 2021年6月17日 | 読売ジャイアンツ             | 平間隼人                   | 2021年10月28日   |                                                                                           |
| 2021年6月25日 | オリックス・バファローズ     | グレン・スパークマン       | 2021年10月28日   | マイナーリーグ・セントポール・セインツから移籍                                            |
| 2021年6月28日 | 読売ジャイアンツ             | 直江大輔                   | 2021年10月28日   |                                                                                           |
| 2021年7月23日 | 福岡ソフトバンクホークス     | ダリエル・アルバレス       | 2021年10月28日   | ベースボール・チャレンジ・リーグ・茨城アストロプラネッツから移籍                          |
| 2021年7月30日 | オリックス・バファローズ     | ランヘル・ラベロ           | 2021年10月28日   | マイナーリーグ・オクラホマシティ・ドジャースから移籍                                      |
| 2021年8月10日 | 千葉ロッテマリーンズ         | エニー・ロメロ             | 2021年10月28日   | 中日から自由契約                                                                          |
| 2021年8月11日 | 読売ジャイアンツ             | スコット・ハイネマン       | 2021年10月28日   | マイナーリーグ・ルイビル・バッツから移籍                                                  |
| 2021年8月23日 | オリックス・バファローズ     | セサル・バルガス           | 2021年10月28日   | ベースボール・チャレンジ・リーグ・茨城アストロプラネッツから移籍                          |
| 2021年8月27日 | 中日ドラゴンズ               | 石岡諒太                   | 2021年10月28日   |                                                                                           |
| 2021年8月30日 | 福岡ソフトバンクホークス     | 渡邉陸                     | 2021年10月28日   |                                                                                           |
| 2021年8月30日 | 千葉ロッテマリーンズ         | 植田将太                   | 2021年10月28日   |                                                                                           |
| 2021年8月30日 | オリックス・バファローズ     | 岡﨑大輔                   | 2021年10月28日   |                                                                                           |
| 2021年8月30日 | 横浜DeNAベイスターズ         | 宮國椋丞                   | 2021年10月28日   |                                                                                           |
| 2021年8月30日 | 読売ジャイアンツ             | 鍬原拓也                   | 2021年10月28日   |                                                                                           |
| 2021年8月30日 | 読売ジャイアンツ             | 喜多隆介                   | 2021年10月28日   |                                                                                           |
| 2021年8月31日 | 千葉ロッテマリーンズ         | 小窪哲也                   | 2021年10月28日   | 九州アジアリーグ・火の国サラマンダーズからNPB復帰                                         |
| 2021年8月31日 | 北海道日本ハムファイターズ   | 宮田輝星                   | 2021年10月28日   |                                                                                           |
| 2021年8月31日 | 東京ヤクルトスワローズ       | ケリン・ホセ               | 2021年10月28日   | マイナーリーグ・バッファロー・バイソンズから移籍                                          |

#### 引退・退団選手
| NPB公示日      | 球団                         | 選手名                 | ゲームでの反映日 | 備考                                   |
| 2020年度版     | 2020年度版                   | 2020年度版             | 2020年度版       | 2020年度版                             |
| -------------- | ---------------------------- | ---------------------- | ---------------- | -------------------------------------- |
| 2020年7月10日  | 千葉ロッテマリーンズ         | ジェイ・ジャクソン     | 2020年8月20日    | 契約解除                               |
| 2020年10月12日 | 東京ヤクルトスワローズ       | ガブリエル・イノーア   | 2020年12月17日   | 契約解除                               |
| 2021年度版     |                              |                        |                  |                                        |
| 2021年5月13日  | 東北楽天ゴールデンイーグルス | アダム・コンリー       | 2021年7月28日    | 契約解除                               |
| 2021年5月27日  | オリックス・バファローズ     | ブランドン・ディクソン | 2021年7月28日    | ウェーバー公示→自由契約                |
| 2021年5月28日  | 千葉ロッテマリーンズ         | 清田育宏               | 2021年7月28日    | 契約解除                               |
| 2021年6月24日  | 読売ジャイアンツ             | ジャスティン・スモーク | 2021年10月28日   | ウェーバー公示→自由契約                |
| 2021年8月2日   | 埼玉西武ライオンズ           | エルネスト・メヒア     | 2021年10月28日   | ウェーバー公示→自由契約                |
| 2021年8月10日  | オリックス・バファローズ     | ステフェン・ロメロ     | 2021年10月28日   | ウェーバー公示→自由契約                |
| 2021年8月15日  | 福岡ソフトバンクホークス     | コリン・レイ           | 2021年10月28日   | ウェーバー公示→自由契約                |
| 2021年8月17日  | 中日ドラゴンズ               | 木下雄介               | 2021年10月28日   | 現役中に逝去した事を伴う支配下登録抹消 |
| 2021年8月23日  | 読売ジャイアンツ             | エリック・テームズ     | 2021年10月28日   | ウェーバー公示→自由契約                |

#### 追加されたOB選手
| 選手名     | 反映日        | 備考       |
| ---------- | ------------- | ---------- |
| 菊池雄星   | 2020年10月8日 | MLB移籍    |
| 山口俊     | 2020年10月8日 | MLB移籍    |
| 秋山翔吾   | 2020年10月8日 | MLB移籍    |
| 筒香嘉智   | 2020年10月8日 | MLB移籍    |
| 永井怜     | 2020年10月8日 | 楽天コーチ |
| 久慈照嘉   | 2020年10月8日 | 阪神コーチ |
| 小山伸一郎 | 2020年10月8日 | 楽天コーチ |
| 斉藤和巳   | 2020年10月8日 | 解説者     |
| 赤松真人   | 2020年10月8日 | 広島コーチ |

#### 外れたOB選手
| 選手名   | 反映日         | 備考    |
| -------- | -------------- | ------- |
| 田中将大 | 2021年4月8日   | NPB復帰 |
| 平野佳寿 | 2021年5月20日  | NPB復帰 |
| 山口俊   | 2021年10月28日 | NPB復帰 |

#### その他
| NPB公示日      | 球団                     | 選手名     | ゲームでの反映日 | 備考                    |
| 2020年度版     | 2020年度版               | 2020年度版 | 2020年度版       | 2020年度版              |
| -------------- | ------------------------ | ---------- | ---------------- | ----------------------- |
| 2020年9月14日  | オリックス・バファローズ | 佐野皓大   | 2020年11月26日   | 右投右打→右投両打に変更 |
| 2021年度版     |                          |            |                  |                         |
| 2021年10月14日 | 埼玉西武ライオンズ       | 松坂大輔   | 2021年12月23日   | 背番号16→18に変更       |

#### 代表選手
日本代表
オリンピックモード（デフォルト設定時）とアレンジチームで登場した日本代表の選手は、2019年WBSCプレミア12本戦の代表チームメンバーとして登録された選手から選出された。なお、東京2020オリンピック関連LIVEシナリオ内で登場した日本代表は実際のオリンピック代表チームメンバーとなっている。
また、東京2020オリンピック関連モード（オリンピックモード、ペナント・マイライフの1年目、LIVEシナリオ）に限り、ユニフォームは実在のものに変わる。さらにVer.1.13より、ビジターユニフォームが実際の東京2020オリンピックに使用したセカンドビジターユニフォームに変更される。
チャイニーズタイペイ代表（2021年度版で追加）
オリンピックモード（デフォルト設定時）とアレンジチームで登場したチャイニーズタイペイ代表は、2021年度中華職業棒球大聯盟(CPBL)在籍中の選手から選出された（オリックス・バファローズ所属の張奕を除く）。また、大会モードに限り、ユニフォームは2017年APBC大会本戦時に着用したユニフォームに変わる。
特記がない場合、下記選手の在籍チームは2021年4月7日時点のもの。
| 選手名 | 球団                           | 備考                                                   |
| ------ | ------------------------------ | ------------------------------------------------------ |
| 張奕   | オリックス・バファローズ       |                                                        |
| 王溢正 | 楽天モンキーズ                 |                                                        |
| 黃恩賜 | 中信兄弟                       |                                                        |
| 江國豪 | 富邦ガーディアンズ             |                                                        |
| 廖乙忠 | 中信兄弟                       |                                                        |
| 王維中 | 味全ドラゴンズ                 |                                                        |
| 陳仕朋 | 富邦ガーディアンズ             |                                                        |
| 王躍霖 | 楽天モンキーズ                 |                                                        |
| 陳鴻文 | 富邦ガーディアンズ             |                                                        |
| 陳韻文 | 統一セブンイレブン・ライオンズ |                                                        |
| 林安可 | 統一セブンイレブン・ライオンズ | アマ時代のデータを基に、投手はサブポジ起用となっている |
| 林泓育 | 楽天モンキーズ                 |                                                        |
| 陳家駒 | 中信兄弟                       |                                                        |
| 廖健富 | 楽天モンキーズ                 |                                                        |
| 陳俊秀 | 楽天モンキーズ                 |                                                        |
| 吳東融 | 中信兄弟                       |                                                        |
| 林立   | 楽天モンキーズ                 |                                                        |
| 王威晨 | 中信兄弟                       |                                                        |
| 李宗賢 | 富邦ガーディアンズ             |                                                        |
| 江坤宇 | 中信兄弟                       |                                                        |
| 朱育賢 | 楽天モンキーズ                 |                                                        |
| 陳傑憲 | 統一セブンイレブン・ライオンズ |                                                        |
| 張志豪 | 中信兄弟                       |                                                        |

### 2020年シーズンについて
『プロ野球スピリッツ2019』の2020年データ同様、今作の2020年ペナントレースの開催日程と東京オリンピックの開催状況などは新型コロナウイルス感染症の影響による変更以前のものとなっている。
現実のプロ野球と異なる点
- 前述の新型コロナウイルス感染症の影響による適用される特例事項（1軍登録枠・外国人枠・ベンチ入りの上限人数・延長戦のイニング数など）[14][15]はゲームでは反映されていない。
- 前述の通り、横浜スタジアム含み球場内の広告は2019年シーズン中のものが再現されているが、東京ドームのバックスクリーン左にある広告看板が「財宝」から「東京ドームシティ」に差し替えられている（今作より先に配信された『プロ野球スピリッツA』の2020年データも同様）。これは財宝が消費者庁から特定商取引法に基づく行政処分を受けたことによるものと思われる[16][17]。
- オリックス・バファローズの監督であった西村徳文が2020年シーズン途中で辞任しているが、2020年度版のペナント・マイライフの監督・コーチ枠では反映されていない。

## サクセスモード
今作は『2014』以来の大学野球編となる。「パワフル農業大学」「提供国際大学」「エジプト大学」の3つのシナリオとサクサクセスを収録。
『2016』以降のサクセス同様、パワフェス内で登場の一部チーム・選手が対戦相手（あるいはナショナルチーム代表）として登場する。そのほか『9』（Switch1作目）に登場した有馬、手塚、円谷、『ヒーローズ』の掘杉らもサクセスキャラクターとして登場する。
前述の通り『2016』『2018』にあったパワマップが廃止。彼女キャラ関連コマンドは『2014』までの作品同様「デート」コマンドが採用された。
『2018』と同様キャラクターボイスが実装されているが、今作では新キャラクターだけでなく矢部明雄など旧作からのレギュラーキャラクターにもボイスが収録されている。
本作のサクセスでは、4年秋の最後の大会で優勝するとドラフトで指名された後に日本代表として招集され、国際試合に参加できる。ドラフトで指名された後にターンが追加されるのは今作が初。練習はできず試合が2試合行われるのみであるが、活躍すれば強力な特殊能力の獲得が狙える。

### 登場人物

#### 共通
主人公（パワプロくん）
プロ入りと日本代表入りを目指す主人公。
今作はパワフル農業大学以外では条件の達成でキャプテンになれる。
矢部明雄（やべ あきお）
声 - 大谷育江
主人公の同級生。ポジションは外野手。主人公の側でボケたりツッコんだり、場の盛り上げ役。モテモテになることが夢。
今作も主人公と共通の大学の野球部に入部し、レギュラーを獲得すれば同時にスタメン入りを果たす。
加藤 理香（かとう りか）
声 - 豊口めぐみ
大人な雰囲気の校医。部員がケガをすると優しく手当てしてくれる。
影山 秀路（かげやま しゅうろ）
声 - 魚建
某球団の凄腕スカウト長。アマチュア球界の有望株に常に目を光らせている。また無名校にも足を運びチェックを怠らない。
ダイジョーブ博士
声 - 堀内賢雄
肉体改造を勧めてくる謎の博士。スポーツ医学発展のために、実験体を探しに日々街を徘徊している。
ゲドーくん
声 - 豊口めぐみ
ダイジョーブ博士の助手。麻酔薬入りの吹き矢を放ち、主人公の拉致に協力する。

#### 彼女候補
全員がマイライフでも登場するのは前作と同じ。年齢不詳のラミィを除くと稲穂とカリーナは主人公と同級生、越垣は主人公の2歳下という設定。越垣を除く3名は各シナリオで必ず登場する。
稲穂 亜希（いなほ あき）
声 - 立花理香
明るく元気な野球部のマネージャー。気持ちの切り替えが得意な超ポジティブキャラ。 家族思いで、特に妹たちを可愛がっている。お米への情熱は並々ならぬものを持つ。名前の由来は「稲穂」と収穫時期の「秋」から。
マイライフでは球団スポンサーである農業団体の職員として登場する。
カリーナ・スリムスカヤ
声 - 石飛恵里花
提供国際大学に通う新体操選手。ロシア出身。いつもスポンサーに追われるほどの有名選手。体型維持のために、過剰な食事制限を行っている。名前の由来は「軽い」と「スリム」から。
マイライフでも新体操選手として登場する。
ラミィ
声 - 優木かな
謎の棺桶から出てきた女の子。全身を包帯で巻かれているためその素顔は謎に包まれているが、条件を満たすと見られるエピローグで明らかになる。古代エジプトの民を名乗ってはいるが、包帯巻きの上にパーカーを着こんでおり、発言も相まって中二病っぽい雰囲気を漂わせている。本人曰く「悪の組織に追われている」とのこと。名前の由来は「ミイラ」のアナグラム。
マイライフでも登場するが「職業・年齢ともに不明」という特殊な仕様となる。
越垣 玲（こえがき れい）
声 - 上田麗奈
主人公の大学の後輩。同じ学部に所属しており、主人公の2学年下である。自身のルックスにコンプレックスを持っており、恥ずかしがり屋で人と話すのが苦手だが、その声はとてもきれいで聞き取りやすい。アイドルに憧れ、尊敬している。名前の由来はそのまま「声が綺麗」から。
マイライフでは声優として登場し、年齢も主人公の2歳下のままである(例として、マイライフを高卒設定で開始した場合は16歳で登場する)。

#### パワフル農業大学
のんびりした校風の中、ゆったりのびのびと野球を楽しむパワフル農業大学野球部の面々。プロ入りと代表入りを夢を見る主人公はチームを強くするために厳しく指導して欲しいと織河に相談するが、織河は「厳しい指導についていけるのか」と返答。その言葉を聞いた主人公は、チームメイトも自分自身も楽しみながら強くなれる練習法を思いつく。
「実習練習」と「種まき」で、四季折々の変化を感じながらプレイできるシナリオ。作物を育てて収穫する「種まき」は「水やり」が大きな鍵を握る。「実習練習」は季節によって変わる特別練習。
和良比 春紀（わらび はるき）
声 - 北村大
主人公の同級生。右投げ左打ちでポジションは二塁手兼遊撃手。攻守に派手さはないが、バントや流し打ちなどの小技が得意。穏やかな性格だが優柔不断で、どっちつかずな言動で周りに飲まれることが多い。人を世話するのが好き。4年生になると織河からキャプテンとして指名される。
名前の由来は「蕨」と「春」。
玉根 夏喜（たまね なつき）
声 - 水野まりえ
主人公の一年後輩。右投げ右打ちでポジションは投手。サイドスローからの150キロに迫る速球と鋭いシュートが持ち味。性格は子供っぽくワガママで、昆虫採取には目がない。
名前の由来は「玉葱」と「夏」。
木枯 華吹（こがらし いぶき）
声 - 大泊貴揮
主人公のチームメイト。右投げ右打ちでポジションは捕手。安定した肩と守備力を持つ。腰を痛めやすい・歌舞伎好きなど、その言動や風格から本当に大学生なのか疑われている。実際は玉根と同期であり、エピローグでは織河以外全員知らなかった。
名前の由来は「木枯らし」。
織河 めぐる（おがわ めぐる）
声 - 榎吉麻弥
パワフル農大野球部の監督。いつもぽーっとして何も考えてなさそうだが、過去の経験から楽しい野球がモットーで、部員たちの行動にあまり口出ししない。獅乃木とは因縁がある。

#### 提供国際大学
スポンサー契約を結んだ多数の企業からサポートを受け、部活動を行う提供国際大学。だが恵まれた環境に甘えた部員が多く、優勝とは縁が無かった。そんな中、新たに監督に就任したアンドレは「実力主義」と方針転換を行い「実力が無い選手を退部にする」と、主人公を含み選手に対して厳しく指導する。
実力調査や試合の成績が大きな鍵となるが、監督の評価が高く無ければ没収されやすくなる為、評価を上げることも重要となる。
バーリス・ロセオ
声 - 間宮康弘
主人公のチームメイト。アメリカ出身。右投げ左打ちでポジションは投手兼外野手。150キロオーバーの速球に加え打者としても高いパワーを持つが、投打ともに左に極端に弱い。
実は極度のアガり症で打たれ弱いなど脆さも見せるが、母国で経験した出来事から、勝つためならどんな環境でもストイックに努力するようになった。ハンバーガーが大好物でいつも最高級メニューを頼んでいる。
世界大会ではアメリカ代表として先発出場する。
名前の由来はリバーシ（オセロ）から。
王 大買（わん だーまい）
声 - 松本忍
主人公のチームメイト。中国出身。右投げ左打ちでポジションは外野手ながら、三塁と遊撃も守ることができる。ハイレベルで三拍子揃った能力の持ち主で、得点圏では無類の強さを誇る。大家族の長男で、中国の実家に送るために物を大量に買い込むことが多い。それもあってか主人公に「がめつい」とまで言わせるほどのハングリー精神の持ち主で、監督の交代を好機とみて、気合がさらに入っている。
名前の由来は2014年頃に流行した「爆買い」。
ジューユ・アル・タマール
声 - 浜口慎太郎
主人公のチームメイト。中東出身。右投げ右打ちでポジションは捕手兼二塁手。特に守備面でクレバーなプレーを見せる。石油王の息子で金銭感覚がズレているが、誰とでもすぐ仲良くなれる上にマネジメント能力は非常に高い。日本に留学しに来たのは「漫画に出てきた甲子園に出場するため」という大のアニメ・漫画好きでもある。そのため大学で甲子園に行けないと知った際はショックを受けていた。
名前の由来は「重油」。
アンドレ・カネダシア
声 - 斉藤次郎
提供国際大野球部の新監督。長らく縁がなかった日本一を目標に、実力主義による部の方針転換を図ると同時にスポンサー獲得にも力を入れ、グラウンド内外を奔走している。厳しい性格で、試合で結果を残さなければ練習機材を容赦なく没収することも厭わない。

#### エジプト大学
古代エジプト研究の第一人者である「衛地太（えいじ ふとし）」の功績を称えた「衛地太記念大学」という無名の私立大学に通う主人公。プロ入りを目指して奮闘するものの、なかなかうまくいかない日々が続いていた。そんなある日、古代エジプトからファラオ一行がピラミッドごとタイムスリップして主人公の前に現れる。主人公はファラオ達が元の時代に戻るためにタイムスリップの際に壊れてしまったピラミッド再建を目指し、ファラオ達は見返りに野球部の助っ人として日本一を目指すことになったのだった。
野球の練習が「石の切り出し」や「運搬」、「研磨」など、ピラミッド建設の作業工程に置き換わっているのが特徴のシナリオ。また、毎月の初めにセティーヌによる神託が行われ、その結果次第で様々な効果が得られる（マイナスの効果もある）ため、運の要素もややある。
ホールスアン4世
声 - 田所陽向
古代エジプトのファラオ。威厳がありながらも、民に寄り添い言葉にも耳を傾ける優れた治世者。さらに自らもピラミッド建設に汗を流す。興味本位で始めた野球にハマり、主人公らと共に大学日本一を目指すことに。
選手としては左投げ左打ちでポジションは投手。重いストレートを持つ本格派ながら、砂煙が舞うスクリュー系のオリジナル変化球「サンドストーム」のほか、超スローボールも操るなど器用さも併せ持つ。登録名は「ホールスアン4世」で実況の場合は「ホールスアン」。名前の由来はホルスで、4世の4はホルスの4人の息子が元となっている。
ニャプテト
声 - 加藤英美里
ホールスアンの従者。古代エジプトでは「ふぁらお通信」という読み物を作成する傍ら、自ら民に配達していたという新聞配達員のような役割もしていた。猫っぽい雰囲気を持つうえにニャーニャー言うのがクセで、またたびや猫じゃらしなどに反応する一面もあるが、本人は猫と言われると必死に否定する。
選手としては右投げ左打ちでポジションは二塁手。他に遊撃と外野も守れる。送球に不安はあるが、配達員時代に鍛えた脚力で規格外のスピードを誇り、それを活かして二遊間の深い打球に悠々と追い付くなど守備範囲も広い。名前の由来は猫の鳴き声＋バステトから。
ヌウビス
声 - かぬか光明
ホールスアンの従者。ピラミッド建設における現場監督を務めていた。切り出した石を軽々と持ち上げて運ぶ怪力と、矢部に「ゴーレム」と評されるほどの厳つい見た目と口数の少なさから怖がられがちだが、実際は優しい心の持ち主である。
選手としては右投げ右打ちでポジションは一塁手兼外野手。巨体を活かした圧倒的なパワーと強肩を持ち、主砲クラスの活躍を見せる。また「重戦車」の超特殊能力も持つ反面、ミート、走力、守備は低め。名前の由来はアヌビス。
セティーヌ
声 - 戸田めぐみ
ホールスアンの従者。魔術、占術を使える妖艶な神官。彼女の占いはよく当たると評判で、占術によって主人公達の建築作業をサポートする。これによって練習効率に大きく差が出てくるので、エジプト大学編における重要な役割。野球を好きではなさそうだが、ルールに詳しい。
選手としては右投げ右打ちでポジションは外野手。登録名は「セティ」だが、実況の場合は「セティーヌ」。能力はパワーは非力だが高いミート力を誇る。打撃フォームは神主打法で「魔術師」の超特殊能力も持つ。名前の由来はセト。

#### その他
鎌世 当馬(かませ とうま)
善座大学のエースで練習試合で登場する。犬のような見た目をしており自信過剰な性格。名前の由来は「噛ませ犬」と「当て馬」。能力はメンタルが弱い。
有馬 紅葉（ありま こうよう）
秘湯大学のキャプテンで、ポジションは投手。「パワプロ9」から登場。主に全国大会の対戦相手として登場するが、エジプト大学に限り練習試合で対戦するほか、銭湯のアルバイトの募集でアルバイト仲間として登場する。変化球の変化が大きい軟投派投手。
掘杉 等（ほりすぎ ひとし）
古代大学のキャプテンで、ポジションは外野手。「ヒーローズ」から登場。エジプト大学に限りアルバイトの募集を見て来た主人公と共に遺跡調査を行う。パワーの大きい強打者。
全国大会でも対戦相手として登場し、世界大会では日本代表としても出場する。
手塚 隆文(てづか たかふみ)
パワフル大学のエース。「パワプロ9」から登場。かつて「二中の快速急行」の異名を取った右腕。円谷との仲は相変わらずよく、「パワフル大の仲良しコンビ」として有名。スピードはそこそこだがコントロールが良い。
円谷 一義（つぶらや かずよし）
パワフル大学の主力選手。手塚同様「パワプロ9」から登場。かつて「二中の盗塁王」の異名を取った二塁手。手塚の仲は相変わらずで、試合前も手塚と共に登場している。俊足。
獅乃木 琢磨（しのぎ たくま）
声 - 寺島惇太
大都会にあるメガロポリス学院大学のエース。左投げ左打ち。シュート系のオリジナル変化球「獅子憤刃」を持ち、投打ともに実力は折り紙つきだが、気が強く徹底的な個人主義者で、口も悪い。そのうえチームワークを必要とせず、敗退が決まった時は例え自らが足を引っ張ってもチームメイトを「ゴミ」と罵倒するなど性格も悪い。実は織河の元教え子で彼女とは因縁があり、そのせいで主人公にも会うたびに何かと突っかかってくる。世界大会では日本代表としても出場する。
名前の由来は「他者と競い合い、高め合う」という意味の言葉「鎬（しのぎ）を削る」と「切磋琢磨（たくま）」から。

## パワフェスモード
今作の舞台は「パワフェス・ワールドフライト」こと、ギリシャを目指して世界を巡る飛行型スタジアム「パワフェース・ワン」となっている。
ゲーム仕様はこれまでのパワフェスと同様だが、仲間の数を決める条件は前作のルーレットによるランダムから、事前の抽選でチーム別に決定・開示される方式になった。

### 登場人物
パワプロくん
主人公。名前は自由に設定できる。パワフル高校の野球部員。
「パワフェスチャレンジャーズ」の一員としてパワフェスに参加する。
矢部明雄
パワフル高校の野球部員。主人公と共に「パワフェスチャレンジャーズ」の一員としてパワフェスに参加する。今作でも条件を満たすと強化版の「男・矢部」として仲間に加わる。また今作では一度仲間にしたキャラクターに交渉して初期メンバーに迎えてくれる（前作ではエミリの固有能力だった）。
熱盛宗厚
声 - 金光宣明
今作ではパイロットの服装をしており、実況専任となった。当初進行役をジュリアスに取られた事で彼に対し不満を抱いていたが、決勝戦後にてこころを庇ってくれた事により彼への認識を改める。最終決戦では前作と同じくチャレンジャーズに助っ人として加入する。ポジションは投手兼外野手。
響乃こころ
声 - 永野愛理
今作ではキャビンアテンダントの服装をしている。今大会でも引き続きアシスタントとしてインタビューなど取材活動の他、試合前のルーレットのガイドを務める。最終決戦では熱盛と同じくチャレンジャーズに助っ人として加入する。ポジションは投手兼内野手。
則出郁三
声 - 鈴木琢磨
パワフェスの発起人。今大会でも引き続きプロデューサーを務める。ノリの軽さは健在で、あまりの調子の良さに主人公から苦言を呈されることも。今作より声が当てられるようになったが、選手としては登場しない。
ジュリアス・テノーロ
声 - 川島得愛
ギリシャ出身のオペラ歌手。司会進行役として則出がスカウトしてきた。今大会では熱盛に代わってメイン進行を務めることになる。当初は進行役を取られた事や、こころと絡む事により熱盛とはそりが合わなかった。大会中こころにアプローチしていたのは彼女を狙うフォイボスの気配を感じ取っていたからであった。
フォイボス
声 - 川島得愛
パワフェスモードの最終ボス。元は古代ギリシャで活躍した歌い手だったが、世界一の歌い手を決める祭典でジュリアスの先祖に敗れたことから怨霊と化した。全世界に配信されたパワフェスの告知映像で聞いたこころの声に惚れ込み、その声を奪うためカメラに隠れその機会を狙っていた。決勝戦終了後、こころを狙うも彼女を庇ったジュリアスの体を乗っ取り主人公達に立ちふさがる。ポジションは投手でオリジナルストレート「カオスハーモニー」を操る。

### 登場チーム
『2018』同様、最終戦登場チーム（本作の最終戦登場チームに引き継ぐ）を除いた前作の登場チームは全て続投。同様に、前作の隠し選手である佐賀と佐藤太郎が隠し選手として続投（ヴィクター・コールドバーグはゴージャス・ブラックジャックスのキャプテンに変更された）。
また、初期マネージャーが前作の三ツ沢環から『実況パワフルプロ野球9』の栗原舞に変更された。
本作の一部高校チームは、旧作の同チームに所属しているキャラが加入した可能性がある（合流した後のキャラもパワフェス・チャレンジャーズの仲間にすることが可能）。ただし該当キャラは旧作の設定として登場している訳ではなく、パワフェス時の設定のままとなっている。
本作のパワフェス初登場のキャラ・チームは太字表示。また、途中合流の可能性がある選手はカッコ内に記載している。特記がないチームは、前作パワフェスの設定のままとなっている。
| チーム名           | 準拠作品             | キャプテン | 他加入可能メンバー                                                      | 備考 |
| ------------------ | -------------------- | ---------- | ----------------------------------------------------------------------- | --- |
| 極亜久商業高校     | (5、13)              | 外藤侠二   | 善斗薫                                                                  | 固有選手のラインアップはDS用ソフト『熱闘!パワフル甲子園』の「激闘サバイバル」の時と同一。 |
| たんぽぽ製作所     | '99                  | 嶋田栄作   | 柴田軍平、反町三次、 嵐山美鈴（マネージャー）                           | |
| ドリル電器         | '99                  | 松倉宗光   | 香本富久雄                                                              | |
| 恋恋高校           | 9                    | 早川あおい | 七瀬はるか（マネージャー） （海野幸子）                                 | 前夜祭であおいが登場した、または海野が合流した場合、2回戦までの対戦チーム候補に登場している。ただし海野が合流したチームは2回戦にしか登場しない。 |
| 河川敷ミラクルズ   | 12                   | 海野幸子   |                                                                         | |
| バス停前高校       | 13                   | 田中山太郎 |                                                                         | |
| 大漁水産高校       | 13                   | 松崎トミオ |                                                                         | |
| どすこい酒造       | 15                   | 田村       |                                                                         | |
| パワフォー大学     | パワポタ4            | 片倉昌行   | 丸餅太、甲斐進撃、 三ツ沢環（マネージャー）                             | |
| 聖ジャスミン学園   | 2013                 | 太刀川広巳 | 小鷹美麗、美籐千尋、大空美代子、川星ほむら                              | |
| ラグナロク分校     | 2013                 | 火野勇太郎 | 水野魔太郎、草野剣太郎、鋼毅、矢部門竜雄                                | |
| 激闘第一高校       | 2013                 | 鶴屋勝     | 少豪月剛、大塔俊二 （渋谷秀喜）                                         | 渋谷が合流した場合は準決勝で再登場する（2回戦と3回戦には登場しない）。 |
| パワフル高校       | パワプロアプリ       | 星井スバル | 宇渡幹久、小田切巧 （松倉宗光、香本富久雄）（鮫島粂太郎）（東條小次郎） | 従来と同じく主人公の本来の所属チーム。 前夜祭で星井スバルが登場した状態で1回戦でパワフル高校と対戦しないと、星井スバルが行方をくらまし、決勝相手がアンドロメダ学園高校確定となる。 松倉および香本が合流した場合は2回戦でも登場する。さらに鮫島が合流すると3回戦、東條が合流すると準決勝にも登場する。 |
| SG高校             | パワプロアプリ       | 桜ノ宮総司 | 伊貫大和、森河岳、 氷上聡里（マネージャー）                             | |
| ダン＆ジョン高校   | パワプロアプリ       | 須藤零人   | バット＝円島、兼倉洋平                                                  | |
| 北雪高校           | パワプロアプリ       | 美園千花   | 小嵐リョウ、八尺巫女子、 明星雪華（マネージャー）                       | |
| 鳴響高校           | パワプロアプリ       | 志藤玲美   | 大越清亮、伊能麗示                                                      | 試合BGMが「おまかせ」の場合は2016の試合BGMではなく、ブラスバンドによる応援歌が流れる。 |
| メカニクス産業高校 | パワプロアプリ       | 千賀篤志   | 魁竜司、江暦輝、 NCM-753（マネージャー）                                | |
| アマゾネス         | 2016、（ヒーローズ） | 新島早紀   | 佐菜あゆみ、十六夜瑠菜                                                  | キャプテンが新島に変更された。 |
| 花ざかり高校       | ヒーローズ           | 桜沢樹     | 水無月要                                                                | |
| 三船ドルフィンズ   | 2018                 | 茂野大吾   | 佐藤光、佐倉睦子                                                        | Ver.1.09で追加。 |

| チーム名                 | 準拠作品           | キャプテン | 他加入可能メンバー                                                                | 備考 |
| ------------------------ | ------------------ | ---------- | --------------------------------------------------------------------------------- | --- |
| 仏契大学                 | 6                  | 大豪月     | 非道、 黒沢愛（マネージャー）                                                     | |
| 極亜久やんきーズ         | 10                 | 番堂長児   | 半田小鉄、阿畑やすし、鷹野有紀                                                    | |
| イレブン工科大学         | 11                 | 橘みずき   | 仲居三太、軽井沢大輝、石野まさ夫、波佐見駿一、紙山要                              | 前夜祭で橘みずきが登場した場合、1回戦からの対戦チーム候補に登場する。 |
| ミゾットスポーツ         | （ヒーローズ）     | 山口賢     | ブロンコ・リー、城井伯斎、紀乃光一、武野浩太                                      | 城井と同じく、「2013」で芸農大学附属高校に所属している紀乃光一と武野浩太がこのチームに所属している。 |
| 灰凶高校                 | 13                 | ゴウ       | 井筒哀樹、御宝金太郎、怒拳礼次、楽垣吾助、 須神絵久（マネージャー） （実和男）    | 前作では3回戦の対戦チーム候補であった。 ただし、実が合流した場合は、前作同様3回戦にも登場する。 |
| 白薔薇かしまし学園大学   | パワポタ4          | 涼風希望   | 矢部田亜希子、夏野向日葵、黒珠真、星空星光                                        | 前作では1回戦の対戦チーム候補であった。 |
| ときめき青春高校         | 2011               | 青葉春人   | 小山雅、西郷十三、茶来元気、鬼力剛、神宮寺光、稲田吾作、三森右京、三森左京        | |
| 六面大学                 | 2014               | 蝶野半四郎 | 六鹿陸、辰猪一八                                                                  | |
| 支良州水産高校           | パワプロアプリ     | 真黒綱寛   | 須々木清吾、赤原勘八、 倉家凪（マネージャー）                                     | |
| 大筒高校                 | パワプロアプリ     | 冴木創     |                                                                                   | |
| 太平楽高校               | パワプロアプリ     | 浦賀有也   | 天城隼、諸井清和、 鴨川しぐれ（マネージャー）                                     | |
| 白轟高校                 | パワプロアプリ     | 北斗八雲   |                                                                                   | |
| くろがね商業高校         | パワプロアプリ     | 大鐘餅太郎 | 銭形乱蔵、宝塚月斗、祝井幸吉 （パピヨン）                                         | 前作では3回戦の対戦チーム候補であった。 ただし、パピヨンが合流した場合は、前作同様3回戦にも登場する。 |
| フリート高校             | パワプロアプリ     | 館橋水奈都 | 沖野海里、梶増人、オクタヴィア、 泡瀬満里南（マネージャー）                       | |
| ガールズチャレンジャーズ | （パワプロアプリ） | 柳生鞘花   | 夢城優花、夢城和花、浪風芽衣香、泊方明日音、 片桐恋（マネージャー）               | 『パワプロアプリ』からの、サクセスモードの固有キャラでは登場しなかった女子キャラで構成されているオリジナルチーム。 チームユニフォームは「月2学園」（柳生鞘花の本来の所属チーム）をベースにした、本作オリジナルもの。 |
| みわちゃん with DB       | (2016)             | 実和男     | 灰谷充、純決太郎                                                                  | |
| 大江戸カーニバルズ       | （ヒーローズ）     | 江戸川文楽 | ガルシア＝世良                                                                    | モブ選手のユニフォームが「大江戸ファイヤーズ」と「熱風カーニバルズ｣のものが混在するように変更された。 |
| MAJOR高校選抜            | （パワプロアプリ） | 茂野吾郎   | 清水薫、佐藤寿也、ジョー・ギブソンJr.、眉村健、草野秀明、清水大河、薬師寺、阿久津 | DLC限定チーム。Ver.1.09で追加。 |
| 青道高校                 | パワプロアプリ     | 沢村栄純   | 降谷暁、御幸一也、小湊春市、結城哲也、倉持洋一、伊佐敷純、増子透、小湊亮介        | DLC限定チーム。Ver.1.09で追加。 |

| チーム名                             | 準拠作品                 | キャプテン                     | 他加入可能メンバー | 備考 |
| ------------------------------------ | ------------------------ | ------------------------------ | --- | --- |
| するめ大学                           | 6など                    | 田中まさる                     | 鮫島粂太郎、乙女、九州、猿、ザンス、村雨、球三郎、天王寺                                                                                              | |
| ドラフ島連合                         | 8                        | パピヨン                       | DJB-78、ミッキー・バーミリオン、永瀬大河 | |
| あかつき大付属高校                   | 9など                    | 猪狩守/アフロ猪狩              | 猪狩進 四条澄香（マネージャー） （一ノ瀬塔哉、二宮瑞穂、三本松一、四条賢二、五十嵐権三、六本木優希、七井=アレフト、八嶋中、九十九宇宙）（神童裕二郎） | 前夜祭で猪狩守が登場した場合、1回戦からの対戦チーム候補に登場している。その状態で3回戦まであかつき大付属高校と対戦しないと猪狩守がアフロ猪狩にパワーアップし、準決勝の対戦チーム候補に登場する。 このほか、あかつき大付属高校OBの9人が合流した場合は準決勝に登場する。さらに神童が合流した場合、猪狩守のライジングキャノンがカイザーライジングにパワーアップとなり、決勝に登場する。 |
| 神帝学園高校                         | パワポタ3                | グラビトン新井                 | | 前作では準決勝の対戦チーム候補であった。 |
| 四神黄龍高校                         | 2011                     | 朱雀南赤                       | | |
| ワールド高校                         | 2013                     | マキシマム＝池田＝クリスティン | ヤーベン・ディヤンス、アルヴィン・ロックハート、ギャネンドラ・バッタライ、ナヌーク・アキアック エミリ＝池田＝クリスティン（マネージャー）             | 前作では準決勝の対戦チーム候補であった。 |
| 文武高校                             | 2013                     | 武秀英                         | 鎌刈善二、古長衛士 | 前作では2回戦の対戦チーム候補であった。 |
| 瞬鋭高校                             | パワプロアプリ           | 烏丸剛充                       | 才賀侑人、小平陽向 | 前作では準決勝の対戦チーム候補であった。 |
| 覇堂高校                             | パワプロアプリ           | 木場嵐士                       | 金原いずる、水島忍、 木場静火（マネージャー） | |
| ヴァンプ高校                         | パワプロアプリ           | 灰塚朔夜                       | 内藤明瑠、史門泰司、 神良美砂（マネージャー） | |
| ブレインマッスル高校                 | パワプロアプリ           | 一条一輝                       | 尾根瑛人、納見新造 | |
| マントル辺境高校                     | パワプロアプリ           | 堂江竜河                       | 黒衛隆富、伍歩倫人 | |
| 古代大学                             | （ヒーローズ）           | 掘杉等                         | 雪野楓、斬金半馬、井関丹作 | 前作では2回戦の対戦チーム候補であった。 メンバーは『2018』（2019年度版）の名将甲子園モードにおける「古代高校」に準拠している。 |
| メガビット千秋楽および海月佐和蟹連合 | （2018）                 | 覆水武明                       | 出井田文飛、鞍馬貴史、大一万大吉、 咲須かのん（マネージャー）                                                                                         | 『2018』のライバルたちの混成チーム。 |
| プロ野球レジェンズ                   | 2016、（パワプロアプリ） | 不明                           | | おなじみの隠しチーム。ただし、我間財団 U-22とは同時に出現しない。 前作同様、2000年代以降に活躍しているAチームと1990年代以前に活躍しているBチームの2パターンが用意されている（一部メンバーの変更がある）。 試合前にある地点に通う状態でレジェンズ戦勝利後、その地点での追加イベントで姫野カレン（佐藤太郎）を仲間にすることができる。                                                 |
| アナザーチャレンジャーズ             | 2018                     | ニセプロ （主人公と同姓同名）  | 矢倍萌雄、 紺野美崎（マネージャー） | 前作から引き続き登場した隠しチーム。出現条件とメンバーの仕様も前作のパワフェスと同一。 |
| 我間財団 U-22                        | -                        | 明神陽                         | 軍導英雄、中之島幸宏 | 新たに登場した隠しチーム。1回戦と2回戦を3点差以上で勝利し、かつ3人ずつ仲間にしたうえで、ある地点でイベントを発生させるとプロ野球レジェンズの代わりに登場する。 チームのユニフォームはスパルタ大学のものだが、明神、中之島のみは元のチームのユニフォームを使用する。 特定の条件を満たして勝利後、同じ地点での追加イベントで我間摩夕を仲間にすることができる。                         |
| 稲城実業高校                         | パワプロアプリ           | 成宮鳴                         | 神谷カルロス俊樹、白河勝之、多田野樹 | Ver.1.09で追加。 |

| チーム名                       | 準拠作品                  | キャプテン                 | 他加入可能メンバー                                                                      | 備考 |
| ------------------------------ | ------------------------- | -------------------------- | --------------------------------------------------------------------------------------- | --- |
| 帝王実業高校                   | 13                        | 友沢亮                     | 久遠ヒカル、猛田慶次、蛇島桐人、犬河和音、猫神優 （山口賢）                             | 前夜祭で友沢亮が登場した場合、1回戦からの対戦チーム候補に登場している。                                    |
| 頑張パワフルズ                 | 14                        | 福家花男                   | 東條小次郎、館西勉                                                                      | 前作では3回戦の対戦チーム候補であった。                                                                    |
| シャイニングバスターズ         | 14                        | 鈴本大輔                   |                                                                                         | |
| 神楽坂グループ                 | (15)                      | 神楽坂光彦                 | 六道聖、 日和ミヨ（マネージャー）                                                       | 前作では3回戦の対戦チーム候補であった。                                                                    |
| オール海東学院                 | （パワポタ3、 パワポタ4） | 樽本有太                   | 鈴姫健太郎、渋谷秀喜                                                                    | |
| ゴージャス・ブラックジャックス | （パワメジャ）            | ヴィクター・コールドバーグ | ロディ・ブライト、アレックス                                                            | ヴィクターは前作では隠しキャラとして登場していた。 パワメジャ当時の「最凶5人衆」は登場しない。             |
| 壱流大学                       | 2014                      | 雷轟遙登                   | 暮羽鋭次、風薙豹                                                                        | |
| 恵比留高校                     | パワプロアプリ            | 闇野栄剛                   | 往田真威人、霧崎礼里                                                                    | |
| ギガバイツ3.0                  | （2016）                  | 出井田大輔                 | 雲海和也、東推八                                                                        | モブ選手のユニフォームが「ギガバイツ」「星英アスリート」「イージス銀行」のものが混在するように変更された。 |
| あかつき大付属高校OBチーム     | ヒーローズ                | 一ノ瀬塔哉                 | 二宮瑞穂、三本松一、四条賢二、五十嵐権三、六本木優希、七井=アレフト、八嶋中、九十九宇宙 | |

| チーム名             | 準拠作品       | キャプテン           | 他加入可能メンバー                                      | 備考 |
| -------------------- | -------------- | -------------------- | ------------------------------------------------------- | --- |
| アンドロメダ学園高校 | （5など）      | 大西＝ハリソン＝筋金 | 神高龍、嵐丸士朗、(暗黒スバル)                          | 前作同様、前述の星井スバルのイベントが発生した場合のみ、星井スバルが暗黒スバルとしてこのチームに登場する（それ以外では登場しない）。 |
| 黒獅子重工           | '99、(15)      | 社長                 | 部長                                                    | |
| レッドエンジェルズ   | 10             | 神童裕二郎           | ボーマン・バンガード、テリー・マイルマン                | |
| 西強大学             | 2014           | 滝本太郎             | 久方怜、城山剣一、清本和重、堺住吉                      | |
| 天空中央高校         | パワプロアプリ | 虹谷誠               | 神成尊、東雲翔也、 虹谷彩理（マネージャー）             | |
| 円卓高校             | パワプロアプリ | 阿麻央真             | ランスロット、望戸紅、岸田卓、 久根美亜（マネージャー） | 固有選手のラインアップはヒーローズの時と同一。                                                                                       |

| チーム名            | 準拠作品 | キャプテン | 他加入可能メンバー | 備考 |
| ------------------- | -------- | ---------- | ------------------ | --- |
| PHOEBUSハーモニーズ | -        | フォイボス |                    | ジュリアスの体を乗っ取ったフォイボスが率いるチーム。 従来のラスボスチームと同様、フォイボス以外の選手は決勝で戦ったチーム、コラボレーションチーム、および隠しチームを除いたチームの選手のうち、仲間になった選手以外の選手から選出される。 この試合に限り、熱盛宗厚と響乃こころが選手としてパワフェスチャレンジャーズに加入する。 |

## 音声出演
#サクセスモード・#パワフェスモードでの出演者は各節に記述する。
実況
堂前英男
清水久嗣
金光宣明（熱盛宗厚 役）　
場内音声
中野耕史
伴野文香
LIVEパワプロ音声出演
金光宣明（熱盛宗厚 役）　
永野愛理（響乃こころ 役）
優木かな（中尾泉美 役）
アクションボイス
椎名唯華（にじさんじ）

## プロモーション・イベント

### 公式エキシビション
前述の新型コロナウイルスにより延期・中止された2020シーズンのペナントレースの一部試合の代替イベントとして、このソフトを使用した公式エキシビション戦がコナミと日本野球機構によって実施された。
開幕戦：2020年3月29日(当初の開幕予定日)〜4月5日
セ・パ交流戦：2020年6月12日〜6月17日
オールスター：2020年9月28日

### eBASEBALL プロリーグ公式大会
eBASEBALL プロリーグ
2020年8月24日より、2020-2021シーズンのプロリーグが開始。
全国中学高校生大会 共同通信デジタル杯
2020年11月9日～12月3日に開催。
全国都道府県対抗eスポーツ選手権 2020（パワプロ部門）
2020年10月26日～12月20日に開催。

### その他
オリンピック・バーチャルシリーズ
国際オリンピック委員会（IOC）と世界野球ソフトボール連盟（WBSC）の主催により、2021年5 - 6月にかけて実施されるシリーズ。
にじさんじ甲子園
にじさんじ所属ライバーによって実施された、本作の「栄冠ナイン」モードを使用したトーナメント。いずれもコナミ協力の大会であり、大会優勝ライバーがパワプロシリーズと単独コラボする権利を獲得できた。
第1回：2020年7月26日～8月16日に開催。同大会優勝ライバーのパワター・フォーム等が本作に実装されている。
第2回：2021年7月17日～8月15日に開催。同大会優勝ライバーが「パワプロチャンピオンシップス2017」公式テーマソング「Flying High」をカバーし、『EBASEBALLパワフルプロ野球2022』に実装されている。

## 反響
栄冠ナインモードはやや高い年齢層をターゲットとしていたものの、にじさんじ甲子園によって若い層へのアピールに成功したと、同モードの開発にかかわった堀井崇伊はファミ通とのインタビューの中で話している。